# Font de Randa
La font de Randa és una font de mina o qanat que es troba al llogaret de Randa del municipi d'Algaida, Mallorca, a 305 m d'altitud sobre el nivell de la mar. La seva aigua prové dels puigs de Randa i de Son Reus. Està situada en l'únic carrer empedrat que es conserva, a la sortida del poble en direcció al santuari de Cura.
L'aigua és conduïda a través d'un qanat d'origen andalusí, amb una galeria de 48 m i amb un pou d'aireig a 25 m de la boca de la mina. Aboca el seu cabal en uns abeuradors que es comuniquen amb uns rentadors públics coberts amb una porxada sustentada per tres arcs de mig punt. A partir d'aquí l'aigua és conduïda per una séquia que davalla paral·lela al camí vell cap a Llucmajor. L'aigua sobrant s'afegia a l'aigua de la Font de Son Reus per abastir la població de Llucmajor.